# Éva Kun
Éva Kun (7 novembre 1917 – Toronto, 2 aprile 1982) è stata una schermitrice ungherese, vincitrice di una medaglia d'argento ai campionati mondiali di scherma.